# Chiesa di San Pietro (San Marino)
La chiesa di San Pietro è una chiesetta di San Marino che si trova presso la Basilica di San Marino, è stata costruita nel '600, conserva un pregevole altare in marmo intarsiato donato dal musicista romano Antonio Tedeschi nel 1689 che è sormontato da una statua dedicata a San Pietro opera di Enrico Saroldi.  Nella cripta di questa chiesetta sono visibili due nicchie che secondo la tradizione erano i letti di San Marino e San Leo. Nel 1849 si rifugiarono nella chiesa Garibaldi e Anita mentre fuggivano dopo la caduta della Repubblica Romana. All'interno si trova un monumento dedicato a papa Giovanni XXIII eretto dal governo dalla repubblica.